# Porodna pot
Porodna pot ali porodni kanal zajema organe ženskih spolovil, ki jih mora plod med naravnim porodom prepotovati (izraz se uporablja tudi pri živalih). Pri človeku obsega maternični vrat (spodnji in ožji del maternice), nožnico in zunanje žensko spolovilo. Velikokrat k porodni poti prištevajo tudi malo medenico.
Organi porodne poti so raztezljivi, medtem ko je koščena mala medenica relativno trdna. Zaradi vpliva hormonov pride med nosečnostjo do razrahljanja sramnične zrasti (stika med obema sramnicama). Za porod je bistvena koščena struktura male medenice, ki omogoča rojstvo otroka.